# نظمی‌زاده مرتضی
 مرتضی نظمی‌زاده یا نظمی‌زاده مرتضی (۱۱۳۶/۱۷۲۳) مورخ اهل عثمانی بود.

## زندگی
او در بغداد از خانواده‌ای اهل ادبیات متولد شد و پس از اتمام تحصیلات در این شهر، نزد فرماندهان عثمانی پنج سال خدمات مختلف را انجام داد و به عنوان یک کاتب در خزانه بغداد رشد کرد. او درباره تاریخ خاورمیانه کتاب‌هایی داشت که در استانبول او را سرشناس نمود. همچنین ترجمه‌هایی از کتب ادبی فارسی و عربی داشته و در نظم خود را «مرتضی» تخلص می‌کرد.